# Pterolophia bisbinodula
Pterolophia bisbinodula là một loài bọ cánh cứng trong họ Cerambycidae.